# 71e Groupe des communications
Le 71e Groupe des communications était une organisation de la Première réserve de l'Armée canadienne des Forces canadiennes qui regroupait trois unités de communications :
- 712e Escadron des communications
- 713e Régiment des communications
- 714e Escadron des Communications

## Annexe